# Совере
Совере (итал. Sovere) је насеље у Италији у округу Бергамо, региону Ломбардија.
Према процени из 2011. у насељу је живело 4838 становника. Насеље се налази на надморској висини од 351 м.

## Становништво
Према резултатима пописа становништва 2011. у општини је живело 5.509 становника.
| 1931. | 1936. | 1951. | 1961. | 1971. | 1981. | 1991. | 2001. | 2011. |
| ----- | ----- | ----- | ----- | ----- | ----- | ----- | ----- | ----- |
| 3.253 | 3.011 | 3.396 | 3.444 | 3.797 | 4.614 | 4.638 | 4.910 | 5.509 |